# Agnes Jongerius
Agnes Jongerius, née le 4 novembre 1960 à De Meern (Utrecht), est une femme politique néerlandaise, membre du Parti travailliste (PvdA). Ancienne dirigeante de la Confédération syndicale des Pays-Bas, elle est députée européenne de 2014 à 2024.

## Biographie
Agnes Jongerius étudie à l'université d'Utrecht. Elle est membre du syndicat néerlandais Confédération syndicale des Pays-Bas et le dirige avant son élection au Parlement européen. Depuis 2014, Agnes Jongerius est vice-présidente de la commission de l'emploi et des affaires sociales. Elle est membre de la délégation pour les relations avec les pays d'Asie du Sud-Est et de l'Association des nations de l'Asie du Sud-Est (ANASE).
En novembre 2007, lors d'une polémique sur les salaires des grands patrons néerlandais, Agnes Jongerius plaide pour une hausse de 52 % à 55 % du taux d’imposition des revenus les plus élevés (ceux plus de 250 000 euros par an).
En avril 2014, lorsque trois Néerlando-Marocaines lancent la « brigade du foulard » pour militer pour le port du voile sur le lieu de travail, Agnes Jongerius se déclare favorable à leurs revendications, considérant que « le problème posé par le foulard sur le marché du travail doit être réglé »,.
En octobre 2014, Agnes Jongerius se déclare prête à « s'associer au diable et sa mère s'il le faut » pour venir à bout des négociations sur le relèvement de l’âge de la retraite. Cette déclaration a provoqué un remous dans l presse néerlandaise, qui l'accuse de vouloir se rapprocher du Parti pour la liberté. Le gouvernement souhaite effectivement relever l'âge de la retraite de 65 à 67 ans à l'horizon 2025, un plan qu'Agnes Jongerius qualifie de « monstrueux ».